# Igreja de Santa Bárbara (Borba)
A Igreja de Santa Bárbara localiza-se na freguesia de Matriz (Borba), no município de Borba, em Portugal.
Está classificada como Monumento de Interesse Público desde 2014.

## História
A fundação desta Igreja remonta à primeira metade do século XVI. A sua função era servir de paroquial aos inúmeros trabalhadores agrícolas que trabalhavam nas numerosas quintas que ladeiam os 3.8 Km’s que distam entre a vila de Borba e a Igreja de Santa Bárbara. De facto, o “passeio de Santa Bárbara” era, por excelência, o passeio domingueiro dos borbenses, no século XIX.
As senhoras da alta sociedade borbense da época aproveitavam os passeios para mostrar os novos vestidos comprados em Évora, Lisboa ou Paris.
Além dos valores paisagísticos do caminho que leva à pequena igreja, o seu interior, totalmente preenchido por pintura mural, merece uma visita mais demorada. Aí podemos observar pinturas do século XVII de grande qualidade representando diversos santos, entre os quais Santo Eustáquio, patrono dos caçadores.
Por detrás da igreja, a porta de Santa Bárbara abre para a Tapada Real de Vila Viçosa. Ao longe, avista-se a pequena ermida de Nossa Senhora de Belém.
A Igreja de Santa Bárbara é anualmente alvo de romarias, na época da Páscoa.